# 万山海洋開発試験区
万山海洋開発試験区（まんざん-かいようかいはつ-しけんく、中国語：万山海洋开发试验区）は中華人民共和国広東省珠海市香洲区桂山鎮に本部を置く地方型海洋総合開発試験区。広東省政府により1998年9月に設置された。
万山海洋開発区は106の島嶼を有し、陸地面積は80平方キロメートルである。桂山鎮、打桿鎮、万山鎮を擁し、居住人口は約10万人である。